# Nowik (Schiff, 1902)
Die Nowík (russisch Новик – Neuling – Bezeichnung für junge Adelige, die beim Militär anfangen zu dienen) war ein Geschützter Kreuzer der Kaiserlich Russischen Marine, der in Deutschland von der Schichauwerft in Danzig konstruiert und gebaut worden war. Sie war zu Beginn des Russisch-Japanischen Krieges im Fernen Osten stationiert. Um eine Eroberung durch die Japaner zu verhindern, wurde sie von der russischen Besatzung im August 1904 vor Sachalin selbstversenkt.
Den Japanern gelang im Juli 1906 die Bergung des Schiffes und es kam 1908 als Suzuya (jap. 鈴谷) in den Dienst der japanischen Marine, ehe es 1913 endgültig abgebrochen wurde.

## Baugeschichte
Für das geplante starke russische Ostasiengeschwader wurden Linienschiffe, Zerstörer, Panzerkreuzer, große Geschützte Kreuzer gefordert. Dazu wurden auch Überlegungen zum Bau von Aufklärungskreuzern von 3000 t und 25 kn Geschwindigkeit gemacht. Erster Anbieter waren die deutschen Howaldtswerke. Auch andere Anbieter aus verschiedenen Ländern boten Entwürfe an, unter anderem die Germaniawerft in Kiel und die Schichau-Werke. 1898 erhielt die für ihre Torpedoboote bekannte Schichauwerft den Auftrag für ein Schiff, das am 2. August 1900 als Nowik vom Stapel lief. Der strenge Winter verzögerte die Fertigstellung des Schiffes. Am 2. Mai 1901 machte die Nowik ihre erste Testfahrt aus Danzig. Am folgenden Tag begann dann die offizielle Erprobung unter russischer Flagge, bei der einige Mängel in der Antriebsanlage zu Tage traten, die zum zweimaligen Austausch der Schrauben führten, um Schwingungsprobleme zu lösen. Für die Abnahme des Schiffes war der russische Kapitän Peter F. Gawrilow verantwortlich, der auch schon als Baukontrolleur seit November 1898 eingesetzt war und daneben die Abnahme der vier Torpedoboote der Kit-Klasse überwachte. Die letzten Tests fanden am 23. April 1902 statt, als die Nowik fünf Läufe über eine Testmeile mit einem Durchschnitt von 25,08 Knoten absolvierte und dabei 17.789 PS entwickelte. Erst am 15. Mai 1902 verließ die Nowik Danzig in Richtung Kronstadt.

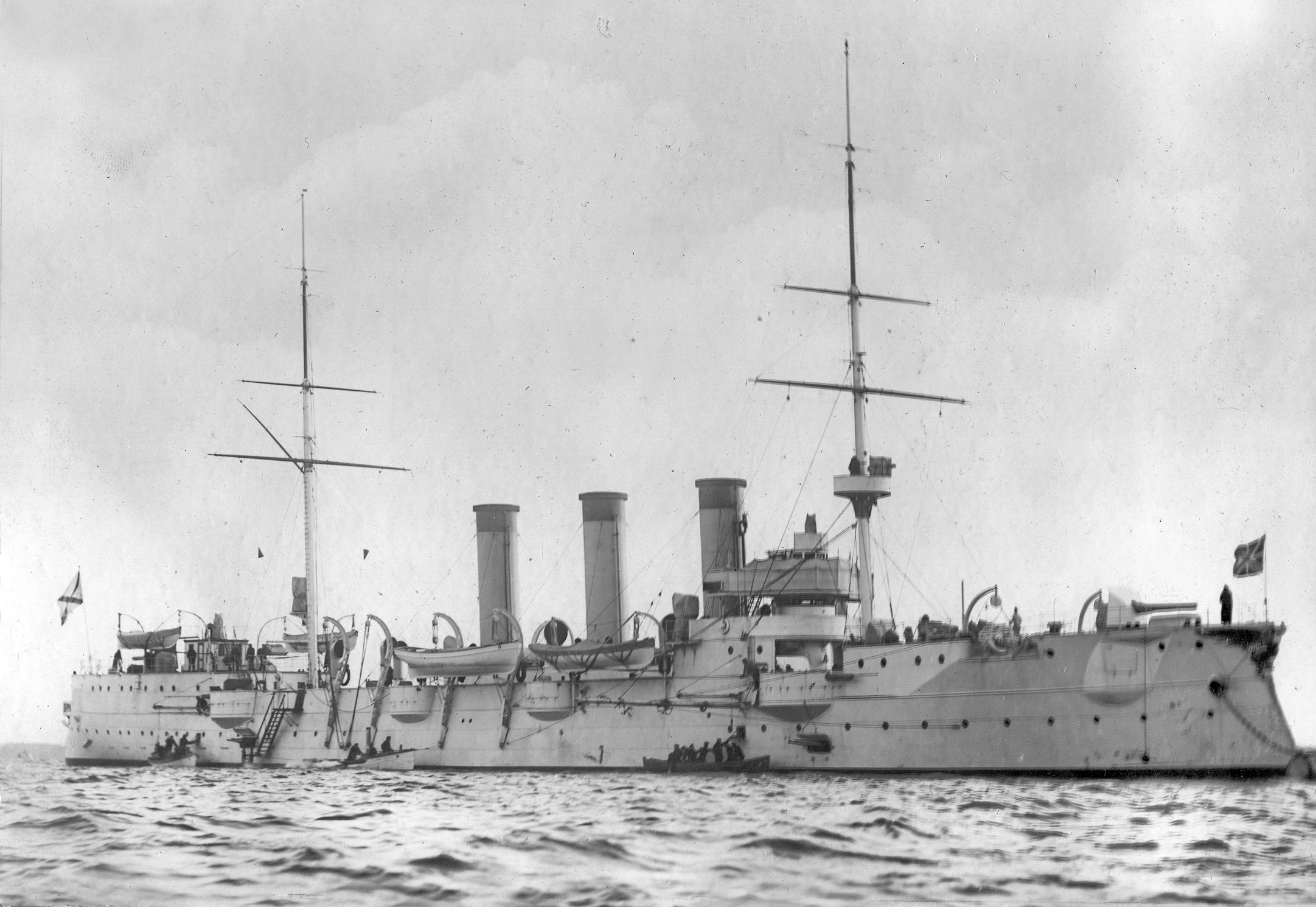
Bojarin 1900–1904

Ein weiterer Aufklärungskreuzer wurde noch bei der dänischen Werft Burmeister & Wain mit der Bojarin bestellt, die aber der Nowik in den Leistungen unterlegen war. Die beiden im Ausland gebauten Kreuzer waren 1904 in Ostasien stationiert und gehörten zu den Kriegsverlusten.
Die Nowik als schnellster Kreuzer ihrer Zeit beeindruckte die russische Marineführung schon vor ihrer Übernahme so stark, dass sie zwei sehr ähnliche Kreuzer der Isumrud-Klasse auf russischen Werften bestellte, die Kopien des in Deutschland noch in der Fertigstellung befindlichen Schiffes waren. Beide kamen rechtzeitig in Dienst, um mit dem Zweiten Pazifik-Geschwader 1904 in den Russisch-Japanischen Krieg zu marschieren. Die Isumrud ging im Lauf der Kriegsereignisse verloren. Das Schwesterschiff Schemtschug wurde 1914 durch den deutschen Kleinen Kreuzer Emden versenkt.

## Einsatzgeschichte

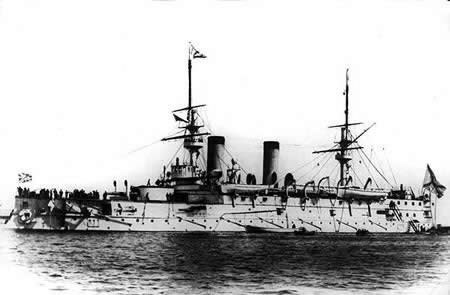
Linienschiff Imperator Nikolai I

Unter dem seit November 1898 als Baukontrolleur eingesetzten Kapitän Peter F. Gawrilow trat die Nowik im Juni 1902 in den Flottendienst. Am 14. September verließ die Nowik Kronstadt, um in den Fernen Osten zu verlegen. Am 17. war sie in Kiel und lief dann durch den Kaiser-Wilhelm-Kanal nach Brest, wo sie von etlichen französischen Admiralen besichtigt wurde. Am 8. Oktober setzte sie ihre Reise über Cádiz, Algerien und Neapel nach Piräus fort, wo sie mit dem Panzerschiff Imperator Nikolai I, dem Kanonenboot Chrabry und fünf Torpedobooten zusammentraf und ab dem 19. November Übungen vor Poros durchführte. Grund für den langen Aufenthalt war auch, dass der neue Kapitän Nikolai von Essen erst am 1. Dezember 1902 in Poros eintraf. Am 11. verließ das Schiff Griechenland Richtung Port Said. Ein heftiger Wintersturm erzwang in der Nacht zum 12. den Rückmarsch in die Bucht von Salamis. Erst am 20./21. Dezember passierte der Kreuzer den Sueskanal und marschierte über Dschidda, Dschibuti, Aden, Colombo und Sabang bis zum 28. Februar 1903 bis Singapur. Über Manila und Shanghai erreichte die Nowik nach 13.279 Seemeilen Fahrt am 2. April Port Arthur.
Nach einer kurzen Pause und Überholung lief die Nowik vom 26. bis zum 29. Mai 1903 als Begleitung des Kreuzers Askold mit dem russischen Kriegsminister Kuropatkin an Bord nach Kōbe; der Minister wurde am 12./13. Juni in Nagasaki wieder aufgenommen und nach Port Arthur zurückgebracht. Vom 23. Juli bis 31. August war die Nowik dann in Wladiwostok, wo sie überholt und im Trockendock inspiziert wurde. Im Herbst erhielt sie wie andere Schiffe des Pazifikgeschwaders einen neuen dunkeloliven Anstrich. Ab September war sie wieder in Port Arthur.

### Der Russisch-Japanische Krieg
Am 9. Februar 1904 griffen japanische Zerstörer das russische Geschwader in Port Arthur an. Die Nowik wurde zur Verfolgung der Zerstörer eingesetzt, konnte aber die schnelleren Boote nicht einholen und brach dann die erfolglose Verfolgung ab. Als die japanische Flotte am 9. Februar Port Arthur beschoss, wurde die Nowik leicht beschädigt, führte aber dennoch einen erfolglosen Torpedoangriff auf die japanischen Linienschiffe durch. Der entstandene Schaden wurde in neun Tagen im Dock repariert.

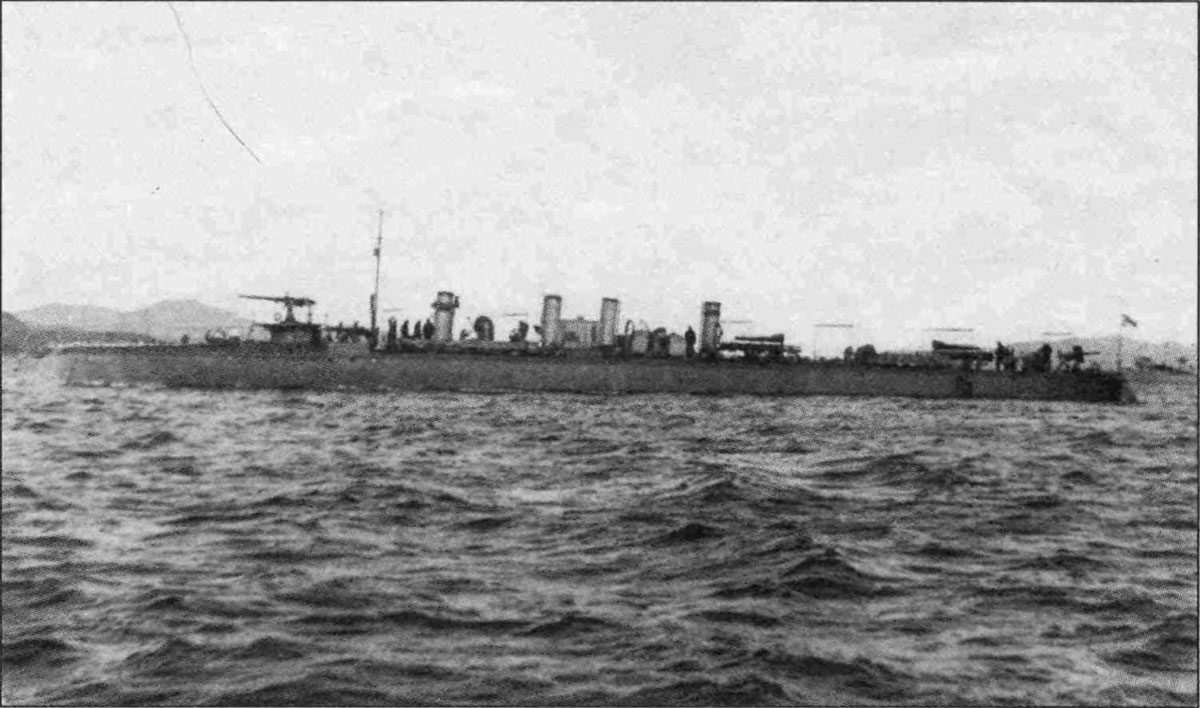
Torpedoboot der Sokol-Klasse

Ihr wichtigster Einsatz kam am 10. März, als der gerade eingetroffene Geschwaderchef Stepan Makarow auf ihr als einzigem sofort einsatzbereitem Schiff an Bord ging, um zwei von japanischen Kreuzern und Zerstörern angegriffenen Torpedobooten der Sokol-Klasse Hilfe zu leisten. Der Einsatz verhindert ein Abschleppen der sinkenden Stereguschy durch die Japaner, rettete die Reschitelnyi und stärkte die Moral des Geschwaders. Den neuen Chef machte dieser Einsatz populär, und es war der zweite Fall, bei dem nur die Nowik sofort reagieren konnte, was ihr Ansehen im Geschwader stärkte. Mit der Bajan und der Askold war sie dann häufig vor dem Stützpunkt im Einsatz. Ende März wechselte von Essen als Kapitän auf die Sewastopol. Der Kreuzer wurde von Kapitän Maximilian Fedorowitsch von Schultz übernommen.
Am 13. April 1904 stieß der Geschwaderchef Makarow mit den Linienschiffen Petropawlowsk, Poltawa, Sewastopol, Pobeda und Pereswet sowie den Kreuzern Askold, Diana und Nowik in das Gelbe Meer vor. Vor der wartenden japanischen Flotte drehte Makarow ab, um die Angreifer vor die Küstenbatterien von Port Arthur zu führen. Diese Gebiete waren aber von den Japanern kürzlich vermint worden. Um 09:43 Uhr lief die Petropawlowsk auf eine Mine, explodierte und sank innerhalb von zwei Minuten. Neben dem Admiral starben 635 Offiziere und Mannschaften. Um 10:15 Uhr wurde dann noch die Pobeda durch eine Mine beschädigt.
Am 23. Juni war die Nowik am ersten Ausbruchsversuch des Pazifikgeschwader unter dem neuen Chef Withöft mit allen sechs Linienschiffen, allen fünf Kreuzern und zehn Torpedobooten beteiligt. Sie wehrte den japanischen Zerstörerangriff ab. Der Geschwaderchef brach ein gegen 15 Uhr mögliches Gefecht ab und kehrte nach Port Arthur zurück.
In der Schlacht im Gelben Meer versuchte die russische Flotte die japanischen Blockade von Port Arthur zu durchbrechen, um nach Wladiwostok zu gelangen. Der Versuch scheiterte im Gefecht mit der japanischen Flotte, in dem die Nowik durch drei Treffer leicht beschädigt wurde und zwei Mann der Besatzung starben. Die meisten russischen Schiffe drehten nach zwei Stunden Gefecht und dem Tod des Geschwaderchefs wieder nach Port Arthur ab. Fünf Linienschiffe, ein Kreuzer und neun Zerstörer erreichten den Stützpunkt.
Das beschädigte Flaggschiff Zessarewitsch, die drei Zerstörer Besposchtschadni, Besschumni, Besstraschni und die Nowik liefen zum deutschen Stützpunkt Kiautschou; die Askold und später der Zerstörer Grozovoi  nach Shanghai und die Diana bis nach Saigon.
Außer der Nowik wurden alle Schiffe interniert. Die Nowik verließ Tsingtau und versuchte, die japanischen Inseln im Osten zu umlaufen, um Wladiwostok zu erreichen.

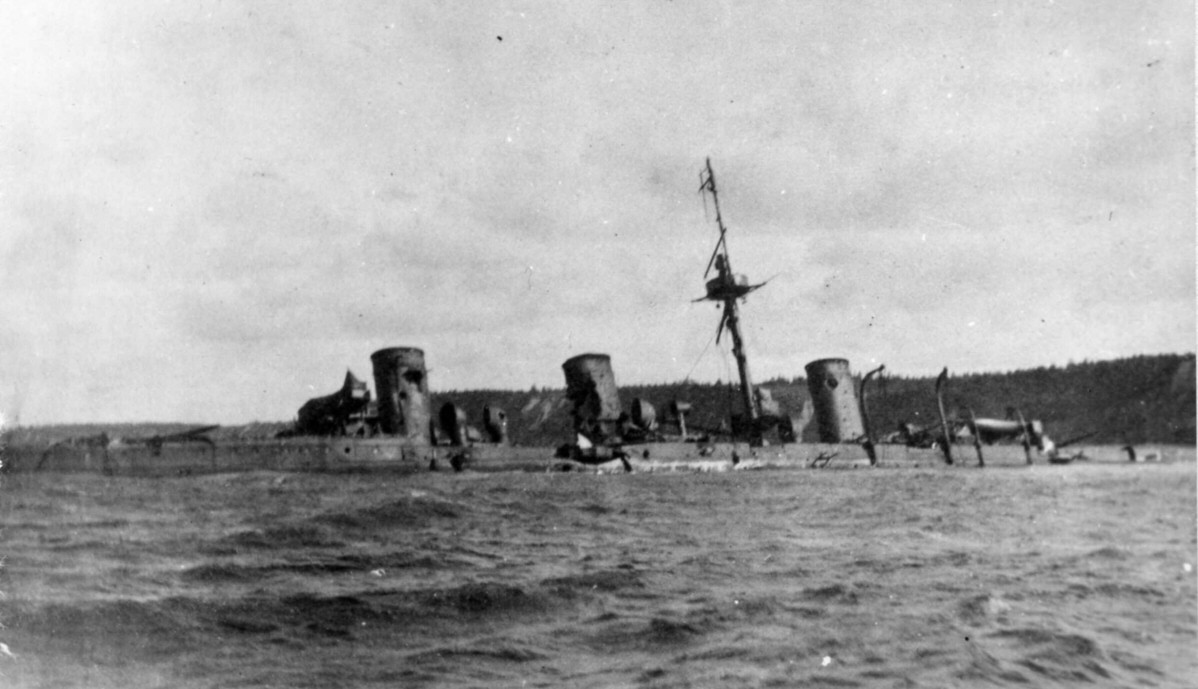
Wrack der Nowik nahe Korsakow

### Ende
Als die japanische Marineleitung von der Sichtung der Nowik durch ein Handelsschiff südlich der Insel Yakushima erfuhr, entsandte sie die Kreuzer Tsushima und Chitose, um die Tsugaru-Straße und die La-Perouse-Straße zu überwachen. Am 19. August wurde die Nowik im Fahrwasser zwischen den beiden Inseln Iturup und Urup von Land aus entdeckt, worauf die beiden japanischen Kreuzer ihre Suche auf die La-Perouse-Straße konzentrierten. Die Nowik, die trotz sparsamer Fahrweise dringend Kohle und Wasser benötigte, um nach Wladiwostok zu gelangen, lief am Morgen des 20. August den Hafen von Korsakow im Süden der Insel Sachalin an, wo sie am Nachmittag durch die artilleristisch überlegene Tsushima gestellt und im Seegefecht vor Korsakow schwer beschädigt wurde. Nach dem Gefecht versenkte die russische Besatzung die Nowik in flachem Gewässer, da keine Aussicht mehr bestand, Wladiwostok zu erreichen. Einige Geschütze wurden noch geborgen und später bei der japanischen Invasion von Sachalin eingesetzt.

## Der japanische KreuzerSuzuya
Die japanische Marine erbeutete das Wrack im Zuge der Besetzung von Sachalin und ließ das Schiff trotz der Gefechtsschäden und den von der russischen Besatzung absichtlich verursachten Zerstörungen am 16. Juli 1906 heben. Während der Reparatur in der Marinewerft von Yokosuka wurden die mittlere Maschinenanlage und der vordere Schornstein entfernt sowie eine neue Kesselanlage mit acht Miyabara-Kesseln eingebaut, was die Maschinenleistung auf 6.000 PS verringerte und nur noch eine Geschwindigkeit von 20 kn zuließ.

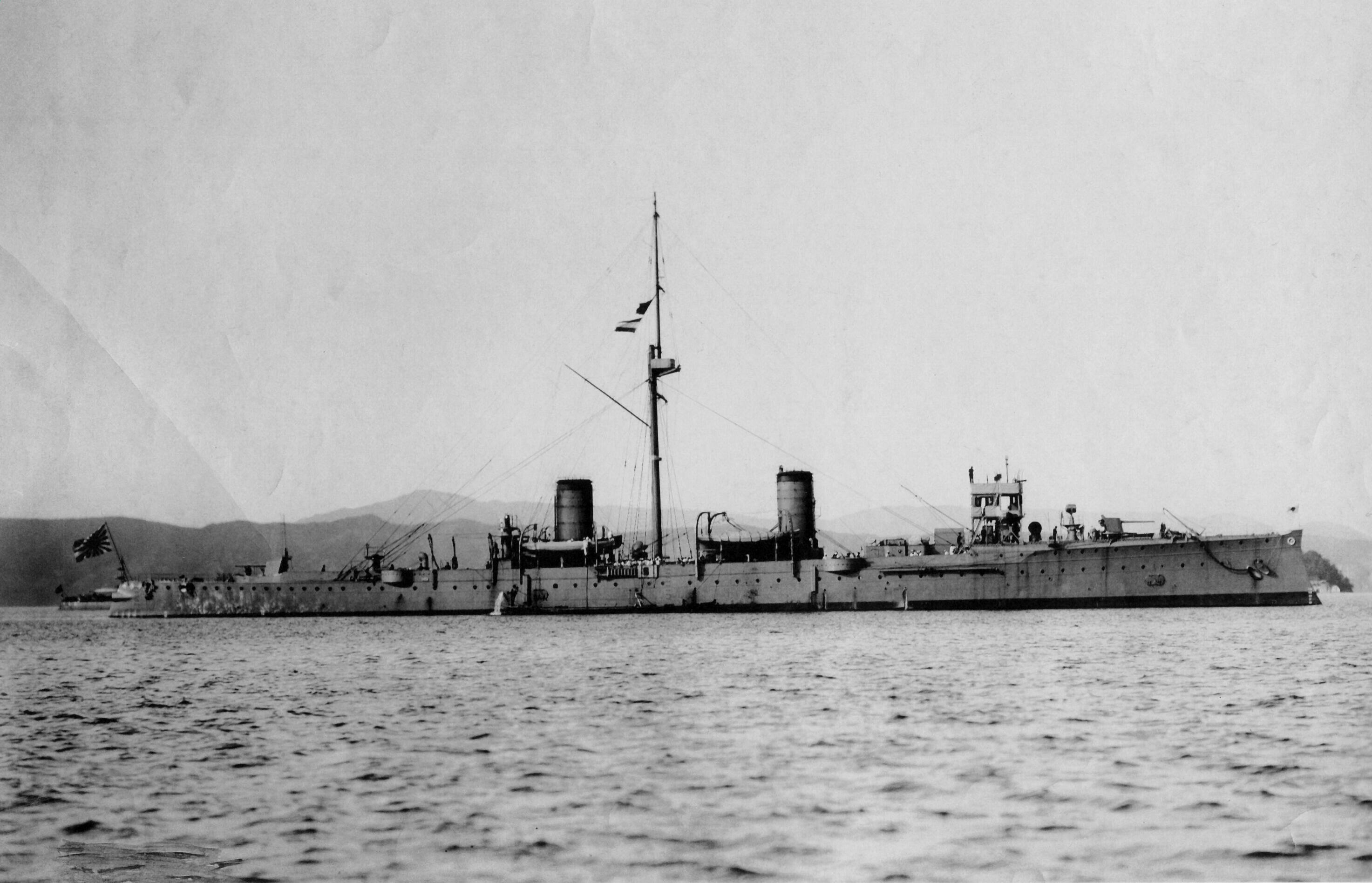
Die Suzuya 1908 in Kure

Die anfangs beabsichtigte Verstärkung der Bewaffnung durch den Ersatz der Bug- und Heckgeschütze durch 15,2-cm-L/50-Geschütze wurde aufgeben und im Gegenteil die Armierung reduziert. An Bug- und Heck standen 12,0-cm-L/45-Armstrong-Geschütze und an den Seiten 7,6-cm-L/40-Geschütze an Stelle der 12,0-cm-Geschütze. Die Anzahl der leichten Geschütze blieb unverändert. Der Kreuzer wurde am 11. Juli 1908 mit dem Namen Suzuya (Fluss auf Karafuto) als Depeschenboot in die Kaiserlich Japanischen Marine eingegliedert. Im Dezember 1908 waren zwar alle Reparaturen und Umbauten abgeschlossen, aber das Schiff befand sich trotzdem in einem schlechten Zustand und war somit kaum in Dienst.
Die weitgehende Funkausstattung der Flotte machte den Schiffstyp überflüssig. Am 28. August 1912 zu einem Küstenverteidigungsschiff II. Klasse umgestuft, wurde die Suzuya am 1. April 1913 aus der Liste der Kriegsschiffe gestrichen und anschließend zum Abbruch verkauft.